# Islands ambassadører i Spanien
Dette er en liste over Islands ambassadører i Spanien. 
| #  | Navn                           | Tid              | Slut på mission  |
| -- | ------------------------------ | ---------------- | ---------------- |
| 1  | Pétur Benediktsson             | 28 juli 1949     | 30 november 1955 |
| 2  | Agnar Klemens Jónsson          | 24 november 1956 | 1 januar 1961    |
| 3  | Henrik Sveinsson Björnsson     | 1 januar 1961    | 30 december 1965 |
| 4  | Guðmundur Ívarsson Guðmundsson | 30 december 1965 | 1 august 1971    |
| 5  | Niels P. Sigurðsson            | 2 marts 1972     | 20 maj 1976      |
| 6  | Einar Benediktsson             | 20 maj 1976      | 21 oktober 1983  |
| 7  | Tómas Á. Tómasson              | 21 oktober 1983  | 14 marts 1985    |
| 8  | Haraldur Kröyer                | 14 marts 1985    | 28 juni 1989     |
| 9  | Albert Sigurður Guðmundsson    | 28 juni 1989     | 31 marts 1993    |
| 10 | Sverrir H. Gunnlaugsson        | 23 juni 1994     | 21 juni 1999     |
| 11 | Sigríður Ásdís Snævarr         | 21 juni 1999     | 22 januar 2007   |
| 12 | Tómas Ingi Olrich              | 22 januar 2007   |                  |